# Романенко Віктор Дмитрович
Віктор Дмитрович Романенко (нар. 30 листопада 1930, Чернігів — пом. 7 березня 2023) — український вчений в галузі гідробіології, гідроекології, екологічної фізіології водяних тварин, академік НАН України, професор, доктор біологічних наук, радник при дирекції та почесний директор Інституту гідробіології НАН України. Автор понад 380 наукових публікацій, зокрема 21 монографії.

## Біографія
Народився 30 листопада в Чернігові в сім'ї вчителів. У 1948 році вступив, а в 1954 році закінчив Київський ветеринарний інститут. В студентські роки розпочав свої перші наукові дослідження в галузі ветеринарної медицини. Захистивши диплом, вступив до аспірантури кафедри хірургії Київського ветеринарного інституту. В 1959 році успішно захистив кандидатську дисертацію.
З 1960 по 1963 рік працював у науково-організаційному відділі Президії АН УРСР. З 1963 року перейшов на роботу до Інституту фізіології ім. О. О. Богомольця. В 1968 році на Об'єднаній вченій раді біологічних наук при АН УРСР захистив докторську дисертацію за спеціальністю «фізіологія людини і тварин». З 1972 року перейшов працювати в Інститут гідробіології АН УРСР і очолив відділ екологічної фізіології водяних тварин. З січня 1980 року по грудень 2016 року — директор Інституту гідробіології НАН України. З грудня 2016 року по теперішній час — радник при дирекції та почесний директор Інституту гідробіології НАН України.
Президент Гідроекологічного товариства України, головний редактор «Гидробиологического журнала» та його англомовного видання (Hydrobiological Journal, USA).
Голова спеціалізованої вченої ради Інституту гідробіології НАН України із захисту докторських і кандидатських дисертацій зі спеціальностей «гідробіологія» та «іхтіологія».
Помер 7 березня 2023 року. Похований на Байковому кладовищі.

## Наукова діяльність
Широкого визнання набули праці В. Д. Романенка з розроблення наукових основ і концептуальних підходів до екологічної оцінки впливу гідротехнічного будівництва на водні об'єкти, якість води і біопродуктивність, створення системи екологічної класифікації якості поверхневих вод. Ним вперше сформульовані основні поняття гідроекології як науки, яка об'єднала екологічні та біологічні підходи у дослідженні водних екосистем. В галузі екологічної фізіології водяних тварин В. Д. Романенком розкриті метаболічні механізми адаптації водяних тварин до фізико-хімічних чинників водного середовища. Практичним наслідком його досліджень стала розробка наукових засад управління біопродуктивністю природних і штучних водних екосистем, які є підґрунтям розвитку основ експериментальної гідробіології і аквакультури.
Віктором Дмитровичем започатковано і сформовано наукову школу екофізіологів водяних тварин, яка зробила істотний внесок у розвиток фундаментальних і прикладних досліджень прісноводних екосистем. Під його науковим керівництвом підготовлено більше 20 кандидатів і докторів наук.

## Нагороди та відзнаки
- Заслужений діяч науки і техніки України (1991).
- Лауреат Державної премії України в галузі науки і техніки (1995)
- Лауреат Державної премії України в галузі науки і техніки (1999)
- Лауреат Державної премії України в галузі науки і техніки (2004)
- Премія НАН України ім. В. Я. Юрьєва (1984).
- Премія НАН України імені І. І. Шмальгаузена (2002).
- Премія академій наук України, Білорусі і Молдови (2014).
- Орден «Знак Пошани» (1980),
- Орден Дружби народів (1986),
- Почесна грамота Верховної Ради України (2005),
- Орден князя Ярослава Мудрого V ступеня (2015).

## Найважливіші наукові праці
1. Физиология кальциевого обмена / В. Д. Романенко. — Киев: Наукова думка, 1975. — С. 149—169. (рос.)
2. Печень и регуляция межуточного обмена: (млекопитающие и рыбы) / В. Д. Романенко. — Киев: Наукова думка, 1978. — 184 с. — рус. — Библиогр.: 688 назв. — В надзаг.: ИГБ АН УССР.
3. Кальций и фосфор в жизнедеятельности гидробионтов / В. Д. Романенко, О. М. Арсан, В. Д. Соломатина; Отв. ред. Л П. Брагинский. — Киев: Наук. думка, 1982. — 152 с. — рус. — Библиогр.: С. 132—151. — В надзаг.: АН УССР. Ин-т гидробиологии.
4. Эколого-физиологические основы тепловодного рыбоводства / В. Д. Романенко; Ред. П. С. Вовк; Рец.: М. Ф. Поливанная, О. Г. Кафтанникова. — Киев: Наукова думка, 1983. — 140 с. — рус. — Библиогр.: С. 127—139. — В надзаг.: АН УССР. ИГБ.
5. Механизмы температурной акклимации рыб / В. Д. Романенко, О. М. Арсан, В. Д. Соломатина. — Киев: Наукова думка, 1991. — 192 с. — рус. — Библиогр.: С. 170—189.
6. Комплексна оцінка екологічного стану басейну Дніпра / В. Д. Романенко, М. Ю. Євтушенко, П. М. Линник, М. І. Кузьменко. — К.: ІГБ НАН України, 2000. — 102 с. — укр. — Бібліогр.: С. 99–100 (21 назва).
7. Идентификация и оценка источников загрязнения водных объектов («горячих точек») в бассейне Днепра на территории Украины / В. Д. Романенко, С. А. Афанасьєв, А. Г. Васенко и др.; Рец. д. б. н., проф. О. М. Арсан и др. — Киев: Полиграф Консалтинг, 2004. — 282 с. — рус.
8. Гідробіологічні дослідження континентальних водойм в Національній Академії наук України (до 90-річчя НАН України) / В. Д. Романенко, С. О. Афанасьєв, В. І. Юришинець та ін.; за ред. В. Д. Романенка. — К.: СПД Москаленко О. М., 2008. — 264 с.
9. Природні і штучні біоплато. Фундаментальні та прикладні аспекти / В .Д. Романенко, Ю. Г. Крот, Т. Я. Киризій та ін. — К.: Наукова думка, 2012. — 111 с.